# Дуальное образование
Дуальное обучение — это такой вид обучения, при котором теоретическая часть подготовки проходит на базе образовательной организации, а практическая — на рабочем месте.  

Предприятия делают заказ образовательным учреждениям на конкретное количество специалистов, работодатели принимают участие  в составлении учебной программы. Студенты проходят практику на предприятии без отрыва от учебы.  

В дуальной системе обучения усиливается и качественно меняется роль работодателя. На территории предприятия создаются учебные рабочие места для студентов, которые  могут отличаться от обычного рабочего места наличием виртуального симуляционного оборудования. Важнейший компонент — наличие  подготовленных кадров, которые выступают в качестве наставников.  

## Зарубежный  опыт
Родоначальником системы дуального образования считается Германия. Опыт этой страны служит образцом для всего Европейского Союза. Немецкая система профессионального образования отличается развитым институтом наставничества, практикоориентированным обучением и активным участием бизнеса в подготовке кадров.  Дуальное обучение в Германии введено в строгие законодательные рамки и осуществляется с помощью торгово-промышленных и ремесленных палат.  

## Российский опыт
Ярким примером дуального образования является система, заложенная в Московском физико-техническом институте при его создании: с третьего-четвертого курса студенты привлекаются к исследовательской работе в научных организациях. Система хорошо зарекомендовала себя и позже была распространена на Новосибирский государственный университет.
В 2014 году в России  Агентство стратегических инициатив по продвижению новых проектов (АСИ) провело конкурс и среди 23 субъектов РФ отобрало регионы, в которых запустился проект «Подготовка рабочих кадров, соответствующих требованиям высокотехнологичных отраслей промышленности, на основе дуального образования».  

В число победителей и финалистов вошли 10 регионов: Пермский край, Республика Татарстан, Красноярский край, Калужская, Ярославская, Ульяновская, Свердловская, Нижегородская, Волгоградская и Московская области.  

## Региональные проекты, направленные на развитие дуального образования
Некоторые регионы России уже начали реализовывать проекты, направленные на развитие системы дуального образования, до появления федеральной инициативы. 

Одним из регионов-первопроходцев стала Калужская область. В частности, Калужский колледж информационных технологий и управления готовит специалистов вместе с немецкой компанией Volkswagen  с 2010 года. Первые два года ученики изучают общеобразовательные дисциплины, в следующие два года теоретическая подготовка комбинируется с практикой на автозаводе.  

Свердловская область получила статус ментора в проекте «Подготовка рабочих кадров, соответствующих требованиям высокотехнологичных отраслей промышленности, на основе дуального образования». Считается, что здесь уже сложились программы подготовки кадров по дуальной модели, и этот регион будет учить другие субъекты РФ.  

Пермский край первым привлек к участию в системе дуального образования не одно предприятие, а сразу несколько компаний и образовательных учреждений. В 2012 году в Пермском крае стартовал проект «Рабочие кадры под ключ». Разработчиком и инициатором проекта выступила Пермская торгово-промышленная палата . Работодатели составляют запрос с указанием количества и специальности требуемых работников, а палата обрабатывает заказ и помогает найти учебные заведения, которые могут его выполнить.   
Пермский опыт показался главе государства полезным и был рекомендован к применению в других регионах, он послужит основой для изменения федеральных образовательных стандартов .  